# Moncalvo
Moncalvo é uma comuna italiana da região do Piemonte, província de Asti, com cerca de 3.318 habitantes. Estende-se por uma área de 17 km², tendo uma densidade populacional de 195 hab/km². Faz fronteira com Alfiano Natta (AL), Castelletto Merli (AL), Cereseto (AL), Grana, Grazzano Badoglio, Ottiglio (AL), Penango, Ponzano Monferrato (AL).

## Demografia
| Variação demográfica do município entre 1861 e 2011                               |
|                                                                                   |
| Fonte: Istituto Nazionale di Statistica (ISTAT) - Elaboração gráfica da Wikipedia |